# Elección papal de 1254
Las elecciones papales de 1254 (11-12 de diciembre) tuvieron lugar tras la muerte del papa Inocencio IV y culminaron con la elección de Raynaldus de' Conti, quien adoptó el nombre de Alejandro IV. La elección se celebró en Nápoles, en el antiguo palacio de Pietro della Vigna, y solo requirió un día.

## Contexto
Inocencio IV (Fieschi), elegido el 25 de junio de 1243 tras una vacante de más de diecinueve meses, asumió como tarea más importante la destrucción de Federico II, excomulgado por su predecesor Gregorio IX (Ugo dei Conti di Segni) el 20 de marzo de 1239, y por numerosos cardenales y obispos. Se vio obligado a huir de Roma el 7 de junio de 1244; llegó a Génova el 7 de julio, aquejado de fiebre y disentería. Permaneció allí hasta octubre de 1244, cuando cruzó los Alpes y llegó a Lyon a finales de noviembre. Allí permaneció, en exilio, hasta mediados de abril de 1251. 
En 1245, celebró un concilio eclesiástico en Lyon con unos 150 obispos, una cifra decepcionante, y emitió una orden destituyendo a Federico del trono imperial, así como a su hijo Conrado. Luis IX de Francia intentó mediar una paz, pero no tuvo éxito. Ambas partes querían sangre. Hubo incluso un intento de asesinato contra la vida de Federico, liderado por Tibaldo Francesco, un antiguo Podestá de Parma, a quien se le había prometido la Corona de Sicilia (Solo el Papa puede investir a una persona con el feudo de Sicilia). Cuando Federico descubrió el complot, 150 personas fueron ejecutadas. 
En mayo de 1246, un nuevo Rey de los romanos fue elegido en oposición a Federico con el apoyo activo del Papa, Enrique Raspe Landgraf de Turingia. Enrique logró derrotar a Conrado en la batalla de Nidda en agosto de 1246, pero la muerte le impidió continuar con su éxito. Un nuevo emperador, Guillermo de Holanda, también fue elegido, en octubre de 1247, pero fue derrotado por Conrado en 1250. El mejor amigo de Federico, Peter de la Vigne, fue acusado de intentar asesinar a Federico mediante veneno. Fue juzgado y cegado, pero antes de que pudiera ser confinado de por vida o peor, se suicidó (1249). Federico insistió en que la fuerza impulsora detrás del complot había sido el Papa. 
Mientras hacía campaña en Italia, Federico murió de disentería el 13 de diciembre de 1250. Dejó la corona de Sicilia, su herencia inicial, a su hijo Conrado IV, y, en su defecto, a su hijo Enrique; o, si Enrique no estaba disponible, en último caso a su hijo legitimado Manfredo. El Papa Inocencio se vio obligado a expulsar a los Hohenstaufen y ofreció el gobierno a Ricardo de Cornualles, hermano del rey Enrique III de Inglaterra, tanto antes como después de la muerte de Conrado, y luego a Carlos de Anjou, hermano de Luis IX de Francia.
En abril del año siguiente, Inocencio emprendió su viaje de regreso a casa, por mar desde Marsella hasta Génova; pasó el verano en Lombardía y llegó a Bolonia a mediados de octubre de 1251. Llegó a Perugia a principios de noviembre de 1251, donde residió hasta finales de abril de 1253, cuando se trasladó a Asís. Partió de Asís a principios de octubre de 1253 y finalmente llegó a Roma el 12 de octubre. Permaneció en Letrán hasta finales de abril de 1254, cuando regresó a Asís para pasar el resto de la primavera. Viajó después a Anagni, adonde llegó el 2 de junio, donde permaneció hasta el 8 de octubre, cuando visitó Montecassino, Capua y Nápoles. Murió en Nápoles el 7 de diciembre de 1254.
Pero Inocencio IV no había regresado a Italia en 1251 para disfrutar de la paz y la felicidad que trajo consigo la muerte del gran enemigo de la Iglesia. La Iglesia había sufrido graves daños durante la guerra entre Federico y Gregorio IX, y luego entre Federico e Inocencio IV. Ya en 1246, si se cree en Mateo de París, se produjo un enfrentamiento entre Inocencio y el cardenal Johannes Toletanus, quien defendía a los ingleses que se negaban a pagar las exorbitantes exigencias fiscales del Papa.

## Elección
El primero en reaccionar ante el desastre de Foggia fue el podestá de la ciudad de Nápoles, Beretholinus Tavernerius, ciudadano de Parma. Hizo cerrar las puertas de la ciudad de inmediato. Se dice que lo hizo para evitar que los cardenales abandonaran la ciudad y celebraran las elecciones en otro lugar. No lo hizo por nada tan vano como el orgullo de la ciudad. Sabía que Manfredo probablemente intentaría capitalizar su inesperada victoria, y que Nápoles sería el objetivo principal. Se necesitaría un papa, alrededor del cual se pudieran agrupar las tropas, que las pagara, cuyas tropas defenderían Nápoles mientras el Papa y la Curia Romana estuvieran en la ciudad. Cerrar las puertas no era un paso que condujera a la idea de un cónclave, sino simplemente una medida sabia y prudente para defender los intereses de todos y conseguir un papa lo antes posible. 
Algunos cardenales (quizás entre ellos Ottobono Fieschi, cuya familia tenía mucho que perder y quizás mucho que ganar) anunciaron la muerte del Papa a los restos del ejército papal en Ariano. Aconsejaron que el legado, el cardenal Guillermo Fieschi, se uniera a ellos para elegir un papa. Por lo tanto, abandonaron Ariano lo antes posible y se dirigieron a Nápoles. Al llegar, fueron escoltados hasta la tumba del Papa Inocencio y, posteriormente, al palacio, donde, junto con el resto de los cardenales, fueron encerrados.
La Misa del Espíritu Santo se cantó la mañana del viernes 11 de diciembre, y los diez cardenales que se encontraban en Nápoles se dispusieron a negociar. A la mañana siguiente, 12 de diciembre, alrededor de la hora terciaria, llegaron a un acuerdo sobre su obispo cardenal de mayor rango, Raynaldus de' Conti, quien eligió el nombre de Alejandro IV. Probablemente fue coronado el domingo 20 de diciembre de 1254. El interregno solo había durado cinco días, según Nicolás de Curbio, testigo presencial.
Existe una versión alternativa. Proviene de la pluma de Fra Salimbene, O. Min., de Parma, quien fue amigo personal y anfitrión ocasional del cardenal Ottaviano Fieschi. Según el relato de Fra Salimbene, la elección se estancó inmediatamente. Esto no es improbable. Pero Fra Salimbene alega que los cardenales optaron por la inusual opción de la Vía del Compromiso. También dice que el manto papal fue colocado sobre los hombros del cardenal de' Conti por el cardenal Ottaviano Fieschi; esto es inusual, ya que el privilegio de investir al nuevo papa con el manto corresponde al cardenal diácono de mayor antigüedad, que no era el cardenal Ottaviano. 
Quizás Fra Salimbene nos invite a asumir que fue el cardenal Ottaviano quien tomó la decisión del Compromiso. Pero también cabe imaginar que esta historia de Fra Salimbene se contó frente a una hoguera en el refectorio de un monasterio, durante una visita cardenalicia a Parma. El relato ignora el relato de Nicolás de Curbio, quien fue testigo presencial. Asimismo, contradice el manifiesto electoral, Quia fragilis , del papa Alejandro IV, que indica que el problema residía en realidad en lograr que aceptara el papado. En realidad, era una situación peligrosa.